# فرنسيس كار (سياسي أمريكي)
فرنسيس كار (بالإنجليزية: Francis Carr)‏ هو سياسي أمريكي، ولد في 12 فبراير 1927 في ألايانس في الولايات المتحدة، وتوفي بنفس المكان في 23 أبريل 1993. حزبياً، نشط في الحزب الديمقراطي. وقد انتخب عضو مجلس نواب أوهايو.